# Pljuča
Pljúča (latinsko pulmo) so organ, ki spada k dihalom. So stožčaste oblike in ležijo nad desnim oziroma levim obokom prepone. Med desnim in levim pljučnim krilom je prostor, imenovan medpljučje (mediastinum), kjer ležijo srce, požiralnik, sapnik in velike žile ter živci. Desno pljučno krilo je nižje in širše ter sestavljeno iz treh režnjev, levo pljučno krilo, ki je višje in ožje, pa poševna brazda deli v dva režnja. Vrh pljuč sega nad ključnico.
Pljuča so iz bronhialnega vejevja, pljučnih mešičkov in veziva, v katerem so krvne žile, mezgovnice in živci. Na medialni strani pljuč je lina, kjer vstopajo in izstopajo žile, mezgovnice, živci in glavni bronhus. V pljuča vstopa pljučna arterija, ki vsebuje venozno kri in se v pljučih deli podobno kot sapnica. Majhne arterije se razvejijo v kapilarni preplet, ki obdaja vsak pljučni mešiček. Kapilarna stena, ki je iz ploščatih endotelijskih celic, in ploščat epitelij pljučnega mešička omogočata izmenjavo plinov med zrakom in krvjo. Pljuča prekriva serozna mrena popljučnica ali pljučna plevra, ki je gladka in vlažna. Prsna mrena (plevra) zavije ob pljučni lini na notranjo površino prsnega koša in jo prekriva kot porebrnica, rebrna mrena ali kostalna plevra. Med pljučno in rebrno plevro je špranjast prostor, v katerem je nekaj tekočine. Ta vlaži površino pljuč, da pri dihanju gladko drsijo ob steni prsnega koša.

## Anatomija
Pljuča so paren parenhimski organ; pljučni krili ležita na levi in desni strani srca ter skoraj povem zapolnjujeta votlino prsnega koša. Vsako pljučno krilo je z globokimi režami ločeno v več pljučnih režnjev: desno pljučno krilo v tri, levo pa v dva pljučna režnja. Zrak vstopa v pljuča in iz njih izstopa skozi vejevje sapnic. S sapnicami so pljuča povezana s sapnikom. Vsako pljučno krilo obdajata dve serozni mreni, popljučnica (visceralna plevra) in poprsnica (parietalna plevra), ki oklepata špranjasto poprsnično (plevralno) votlino. Leva in desna poprsnična votlina sta povsem ločeni, med njima je medpljučje. Pljuča imajo dvojni krvni obtok: poleg funkcionalnega še nutritivnega, ki prehranjuje pljuča. Sapnice, funcionalno in nutritivno žilje, mezgovnice, bezgavke ter simpatični in parasimpatični živci tvorijo pljučni koren, ki vstopa v pljuča skozi pljučno lino.
Dihalne poti se od sapnika naprej delijo nepravilno dihotomno. Sapnik se razcepi v dve sapnici, levo in desno glavno sapnico, ki vstopata v pljuča. Od glavnih sapnic se odcepljajo reženjske sapnice, nadaljnja tretja vejitev pa da t. i. segmentne sapnice, ki vodijo zrak v bronhopulmonalne segmente, najmanjše funkcionalno samostojne pljučne enote. Segmentne sapnice nadalje vejijo v manjše sapnice, ki se končajo kot terminalni bronhioli. Iz terminalnih bronhiolov se vejitev nadaljuje preko respiratornih bronhiolov in alveolarnih duktusov v alveolarne vrečice, iz katerih se bočijo pljučni mešički (alveoli). Del pIjuč, ki ga terminalni bronhiol oskrbuje z zrakom, imenujemo acinus, ki je osnovna gradbena in funkcionalna enota pljuč. V pljučih povprečnega odraslega človeka je približno 30000 acinusov in okrog 300 milijonov pljučnih mešičkov. Na površini pljuč zajema en acinus površino približno 1/2 cm2.

## Funkcija
V pljučih poteka pljučno (zunanje) dihanje. V sodelovanju z obtočili tako pljuča zagotavljajo kisik, ki se porablja pri celičnem (notranjem) dihanju ter odstranjujejo ogljikov dioksid, ki nastaja pri celičnem dihanju. V sodelovanju z ledvicami in jetri pljuča vzdržujejo kislinsko-bazično ravnovesje.

### Zunanje dihanje
Zrak, ki ga vdihnemo, potuje po dihalnih poteh do pljučnih mešičkov, v katerih poteka izmenjava plinov. Na tej poti se v dihalnih poteh relativno majhna prostornina zraka najprej segreje in zasiti z vlago, v mešičkih pa se pomeša z relativno veliko prostornino tam nahajajoče se plinske zmesi. Slednja vsebuje v primerjavi s plinsko zmesjo zraka manj kisika in mnogo več ogljikovega dioksida. Na ta način med dihanjem med atmosfero in alveolno plinsko zmesjo razmeroma hitro izmenjujemo razmeroma majhen volumen, zato se sestava alveolnega zraka skorajda ne spreminja. Namen dihanja je ustvarjanje skoraj konstantnega pretoka kisika iz alveolov v vensko kri ter ogljikovega dioksida iz venske krvi v alveole.
V procesu zunanjega dihanja si v sledečem zaporedju sledijo procesi:
- ventilacija,
- difuzija,
- perfuzija in
- uravnavanje (regulacija) dihanja.

Ventilacija je proces, pri katerem zunanji zrak vstopa v dihala in jih v približno enaki količini, vendar v spremenjeni sestavi tudi zapušča in je potrebna za obnovo zraka v alveolnem prostoru. Med normalnim vdihom vdihnemo in med normalnim izdihom izdihnemo približno 0,5 litra zraka, kar predstavlja dihalni volumen. Ves dihalni volumen ne doseže respiratornega epitelija in ne prispeva k izmenjavi plinov, zato dihalni volumen razdelimo na mrtvi in alveolarni prostor. Mrtvi prostor je tisti del dihalnega volumna, ki ga obdaja nerespiratorni epitelij, alveolarni prostor pa je obdan z respiratornim epitelijem. Alveolna ventilacija, torej ventilacija alveolnega volumna zraka, znaša približno 4,3 l/min. Večja kot je alveolna ventilacija, bolj se delna tlaka kisika in ogljikovega monoksida v mešičku približata vrednostima obeh plinov v vdihanem zraku.
Z difuzijo respiracijski plini prek alveolokapilarne membrane prehajajo po fizikalnih principih iz mešička v kri ali obratno. Sila, ki omogoča prehajanje plinov, je razlika med delnimi (parcialnimi) tlaki respiracijskih plinov
v alveolnem zraku in mešani venski krvi na začetku pljučnih kapilar. Količina plina, ki preide skozi alveolokapilarno membrano je odvisna od velikosti gradienta tlaka, fizikalno kemijskih karakteristik opazovanega plina (topnost v maščobah,
velikost plinskih molekul itn.), velikosti površine alveolokapilarne membrane, kakovosti alveolokapilarne membrane (debelina, sestava), količine hemoglobina v kapilarni krvi, ki je sposoben sodelovanja pri plinski izmenjavi, in velikosti
pretoka krvi prek pljučnih kapilar. Ko pride mešana venska kri v pljučne kapilare, se začne izmenjava plinov med krvjo in alveolnim zrakom. Prehod plinov poteka pasivno v smeri od višjega proti nižjemu delnemu tlaku plina.
Perfuzija pljuč je merilo za pretakanje krvi skozi pljučno žilje in pomeni razmerje med razliko tlakov med arterijskim in venskim koncem žile in uporom tega odseka. Omogoča privzem kisika iz mešička v žilo in oddajo ogljikovega dioksida iz žile v mešiček. Na izmenjavo plinov v določenem odseku pljuč ključno vpliva razmerje med alveolno ventilacijo in perfuzijo tega odseka.
Uravnavanje dihanja lahko pomembno vpliva predvsem na ventilacijo. Nadzor nad ventilacijo je v telesu organiziran tako, da osnovni ritem dihanja določajo centralni ritmovniki. Osnovni ritem dihanja se nezavedno spreminja glede na presnovne potrebe, zavedno pa dihalni ritem spreminjamo zaradi občasnih opravil, ki niso namenjena ventilaciji (govorjenje, kihanje, hranjenje, kašljanje ...). Doslej še niso uspeli natančno določiti nahajališča dihalnega ritmovnika oziroma nevronov, ki ustvarjajo dihalni ritem. Poskusi so nakazali, da dihalni ritmovnik leži v podaljšani hrbtenjači, vhodi iz višjih možganskih centrov pa dihanje natančneje uravnavajo.